# Oki (souostroví)
Oki (japonsky 隠岐諸島 [Oki-šotó]) je název skupiny ostrovů vulkanického původu patřících Japonsku a ležících v Japonském moři, asi 80 km severně od pobřeží ostrova Honšú. Ostrovy administrativně patří do prefektury Šimane. Je to jedno z mála míst projevů vulkanismu na ostrovech v Japonském moři. Stáří ostrovů se odhaduje na 800 000 až 300 000 let a jsou tvořeny převážně alkalickými bazalty se zvýšeným obsahem xenolitů (jako fragmentů zemského pláště). O činnosti sopky neexistují žádné záznamy, ale o nedávné aktivitě napovídá i lokální název Takuhi-jama – hořící hora.
Ostrovy mají rozlohu 346,1 km² a jen čtyři z 16 pojmenovaných ostrovů jsou trvale obývané. Jsou to:
| Název       | Kandži   | Rozloha [km²] | Populace | nejvyšší bod [m] | Název vrcholu | Souřadnice |
| ----------- | -------- | ------------- | -------- | ---------------- | ------------- | ---------- |
| Dógodžima   | 島後島   | 241,58        | 14 849   | 608              | Daimandži     |            |
| Nakanošima  | 中ノ島   | 32,21         | 2 400    | 164              |               |            |
| Nišinošima  | 西ノ島   | 55,97         | 3 400    | 452              | Takuhijama    |            |
| Čiburidžima | 知夫里島 | 13,7          | 650      | 325              |               |            |